# Ян Веньї
Ян Веньї (11 січня 1972) — китайська плавчиня.
Олімпійська чемпіонка 1992 року, призерка 1988 року.
Призерка Пантихоокеанського чемпіонату з плавання 1989 року.
Переможниця літньої Універсіади 1991 року.